# Milan Vukić
Milan Vukić est un joueur d'échecs bosnien né le 19 août 1942 à Sanski Most.

## Biographie et carrière

### Champion de Yougoslavie
Champion de Yougoslavie à quatre reprises (en 1970, 1971, 1974 et 1994), Vukić reçut le titre de grand maître international en 1975 et remporta le championnat de Bosnie en 2005.

### Compétitions par équipe
Il a représenté la Yougoslavie lors des championnats d'Europe par équipe de 1970 et 1980 (médaille de bronze individuelle comme échiquier de réserve en 1980) ; l'équipe yougoslave finit quatrième à chaque fois. En 2007, après être passé de la fédération de Serbie à la fédération de Bosnie-Herzégovine, il joua une partie au quatrième échiquier de l'équipe de Bosnie-Herzégovine lors des championnats d'Europe par équipe.

### Tournois internationaux
Vukić remporta les tournois de : 
- Bienne en 1973 ;
- Banja Luka en 1974 ;
- Bajmok et Varna en 1975 ;
- Vukovar en 1976[2] ;
- Zemun 1980 ;
- Alès et Sainte-Maxime en 1983 ;
- Zenica et Hem en 1984 ;
- Angoulème en 1988 ;
- Oberwart 1989.